# David Carmo
Pour les articles homonymes, voir Carmo.
David Carmo né le 19 juillet 1999 à Aveiro au Portugal, est un footballeur international angolais qui évolue au poste de défenseur central à l'Olympiakós FC, en prêt de Nottingham Forest.

## Biographie

### En club
Né à Aveiro au Portugal, David Carmo passe par plusieurs clubs dans les catégories de jeunes dont le Benfica Lisbonne, et rejoint le SC Braga en 2015. 

#### SC Braga
Il joue son premier match en professionnel lors d'une rencontre de championnat face au FC Porto. Il entre en jeu ce jour-là et son équipe s'impose par deux buts à un.
Ses prestations lors de la saison 2019-2020 amènent plusieurs clubs européens à s'intéresser à lui lors du mercato estival 2020, comme le Paris Saint-Germain, le SSC Naples ou encore l'ACF Fiorentina. Mais le joueur poursuit l'aventure avec Braga, club avec lequel il participe à la phase de groupe de la Ligue Europa 2020-2021, où il joue cinq des six matchs dont quatre comme titulaire.
Lors de la saison 2021-2022, il atteindra les Quarts de Finale de la Ligue Europa, où il marquera à l'Ibrox Stadium, mais cela ne suffira pas à qualifier son équipe face aux Glasgow Rangers.

#### FC Porto
Le 5 juillet 2022, après sept ans du côté du SC Braga, le défenseur central alors âgé de 22 ans, rejoint le champion du Portugal en titre, le FC Porto contre 20M€ (+ 2.5M€ de bonus), ce qui fait de lui le plus gros transfert de l'histoire entre clubs portugais.
Carmo joue son premier match pour Porto le 3 septembre 2022 face au Gil Vicente FC, en championnat. Il est titularisé et son équipe s'impose par deux buts à zéro. Le 7 septembre 2022 il joue son premier match en Ligue des champions, contre l'Atlético de Madrid. Il est titularisé lors de ce match perdu par son équipe (2-1 score final).

#### Nottingham Forest
Le 25 août 2024, le FC Porto annonce avoir trouvé un accord avec Nottingham Forest pour le transfert définitif du joueur en échange de la somme de 11 millions d'euros (+ 4 millions d'euros de bonus). Les Reds annoncent à leur tour l'arrivée de l'international angolais dans leurs rangs ainsi que son prêt d'un an à l'Olympiakós FC.

### En sélection
Avec les moins de 19 ans, il participe au championnat d'Europe des moins de 19 ans en 2018. Lors de cette compétition, il joue quatre matchs. Le Portugal remporte le tournoi en battant l'Italie en finale après prolongation.
En juin 2018, il participe au Festival International Espoirs - Tournoi Maurice Revello avec les espoirs portugais.
En mai 2022, David Carmo est convoqué pour la première fois avec l'équipe nationale du Portugal en vue des deux rencontres de Ligue des Nations face à l'Espagne et la Suisse,. Il ne sera cependant pas utilisé par Fernando Santos contre l'Espagne et ne figurera pas sur la feuille de match contre la Suisse, ayant été invité à quitter le stage quelques jours auparavant.
Le 12 mars 2024, il est convoqué par Pedro Gonçalves, sélectionneur de l'Angola, pour les matchs amicaux des Palancas Negras contre le Maroc et les Comores. Le 22 mars, David Carmo fait ses grands débuts internationaux face aux marocains (défaite 1-0 de l'Angola) dans un match qui le verra notamment inscrire le seul but de la rencontre contre son camp.

## Statistiques
| Saison                | Club                  | Championnat           | Championnat | Championnat | Championnat | Coupe nationale | Coupe nationale | Coupe nationale | Coupe de la Ligue | Coupe de la Ligue | Coupe de la Ligue | Supercoupe | Supercoupe | Supercoupe | Compétition(s) continentale(s) | Compétition(s) continentale(s) | Compétition(s) continentale(s) | Compétition(s) continentale(s) | Total | Total | Total |
| Saison                | Club                  | Division              | M.          | B.          | P.d.        | M.              | B.              | P.d.            | M.                | B.                | P.d.              | M.         | B.         | P.d.       | Comp.                          | M.                             | B.                             | P.d.                           | M.    | B.    | P.d.  |
| 2019-2020             | SC Braga              | Primeira Liga         | 18          | 0           | 0           | -               | -               | -               | -                 | -                 | -                 | -          | -          | -          | C3                             | 1                              | 0                              | 0                              | 19    | 0     | 0     |
| 2020-2021             | SC Braga              | Primeira Liga         | 12          | 0           | 0           | 2               | 0               | 0               | 2                 | 0                 | 0                 | -          | -          | -          | C3                             | 5                              | 0                              | 0                              | 21    | 0     | 0     |
| 2021-2022             | SC Braga              | Primeira Liga         | 12          | 0           | 0           | -               | -               | -               | -                 | -                 | -                 | -          | -          | -          | C3                             | 5                              | 1                              | 0                              | 17    | 1     | 0     |
| Sous-total            | Sous-total            | Sous-total            | 42          | 0           | 0           | 2               | 0               | 0               | 2                 | 0                 | 0                 | 0          | 0          | 0          | -                              | 11                             | 1                              | 0                              | 57    | 1     | 0     |
| 2022-2023             | FC Porto              | Primeira Liga         | 9           | 0           | 0           | 1               | 0               | 0               | -                 | -                 | -                 | -          | -          | -          | C1                             | 5                              | 0                              | 0                              | 15    | 0     | 0     |
| 2023-2024             | FC Porto              | Primeira Liga         | 7           | 0           | 0           | -               | -               | -               | 1                 | 0                 | 0                 | -          | -          | -          | C1                             | 4                              | 0                              | 0                              | 12    | 0     | 0     |
| 2023-2024             | Olympiakós FC (prêt)  | Super League          | 11          | 0           | 0           | -               | -               | -               | -                 | -                 | -                 | -          | -          | -          | C4                             | 9                              | 0                              | 0                              | 20    | 0     | 0     |
| 2024-2025             | FC Porto              | Primeira Liga         | -           | -           | -           | -               | -               | -               | -                 | -                 | -                 | 1          | 0          | 0          | -                              | -                              | -                              | -                              | 1     | 0     | 0     |
| Sous-total            | Sous-total            | Sous-total            | 27          | 0           | 0           | 1               | 0               | 0               | 1                 | 0                 | 0                 | 1          | 0          | 0          | -                              | 18                             | 0                              | 0                              | 48    | 0     | 0     |
| Total sur la carrière | Total sur la carrière | Total sur la carrière | 63          | 0           | 0           | 3               | 0               | 0               | 3                 | 0                 | 0                 | 1          | 0          | 0          | -                              | 24                             | 1                              | 0                              | 94    | 1     | 0     |

## Palmarès

### En sélection
Portugal - 19 ans
- Vainqueur du championnat d'Europe des moins de 19 ans en 2018

### En club
SC Braga
- Vainqueur de la Coupe du Portugal en 2021.

 FC Porto
- Vainqueur de la Taça da Liga en 2023.
- Vainqueur de la Coupe du Portugal en 2023.
- Vice-champion du Portugal en 2023.
- Vainqueur de la Supercoupe du Portugal en 2024.

 Olympiakós
- Vainqueur de la Ligue Europa Conférence en 2024.